# Lago Egel
El Lago Egel (en alemán: Egelsee que quiere decir "lago sanguijuela") es el nombre que recibe un cuerpo de agua en la zona limítrofe entre los países europeos de Austria y Liechtenstein entre los distritos de Tosters y Feldkirch y el municipio de Liechtenstein de Mauren. En la superficie del lago se desarrolla la frontera entre la República de Austria y el Principado de Liechtenstein.
Originalmente un lago glacial fue alrededor de 1830 cuando Alois Negrelli, que era en ese momento un joven ingeniero hidráulico en Vorarlberg, drena lo que era entonces un pantano. En 2011, se acordó entre el Estado de Vorarlberg y el Principado de Liechtenstein reactivar el Lago Egel después de casi 200 años con el fin de evitar inundaciones en el lado de Liechtenstein. El proyecto de construcción se terminó en 2013. Los costos de construcción de aproximadamente 2,9 millones de euros, fueron a partes iguales entre la República de Austria y el Principado de Liechtenstein, el lago fue desarrollado como un estanque de retención y se construyó una nueva vía para bicicleta y sendero a su alrededor. El Lago Egel ahora ofrece un volumen de retención total de 40.000 metros cúbicos para la protección contra inundaciones a los municipios liechtensteinianos de Eschen y Mauren.
La frontera entre Liechtenstein y Austria en el Lago Egel tuvo pequeños cambios en 2024 mediante un tratado bilateral entre ambas naciones. En junio de 2024, el Parlamento del estado federal austríaco de Vorarlberg aprobó por unanimidad un cambio de la frontera entre Austria y Liechtenstein en el Lago Egel. El 12 de diciembre de 2024 se firmó en Viena el tratado fronterizo entre ambas naciones, en el que se estipulaba que, antes de entrar en vigor, debía ser aprobado por los Parlamentos de los dos países. El Consejo Nacional de Austria votó a favor de este cambio fronterizo en marzo de 2025.